# Andrena shakuensis
Andrena shakuensis är en biart som beskrevs av Popov 1949. Andrena shakuensis ingår i släktet sandbin, och familjen grävbin. Inga underarter finns listade i Catalogue of Life.